# Nowy Gaj (województwo łódzkie)
Nowy Gaj – wieś w Polsce położona w województwie łódzkim, w powiecie łęczyckim, w gminie Góra Świętej Małgorzaty.
| SIMC    | Nazwa    | Rodzaj    |
| ------- | -------- | --------- |
| 0565788 | Maciejów | część wsi |

W latach 1975–1998 miejscowość administracyjnie należała do województwa płockiego.
Przez miejscowość przebiega droga wojewódzka nr 703.